# アルミナ・ハーバート (カーナーヴォン伯爵夫人)
レディー・ アルミナ・ヴィクトリア・マリア・アレクサンドラ・ハーバート(英：Lady Almina Victoria Maria Alexandra Herbert)（1876年4月14日-1969年5月8日）はロンドンのメイフェアでフランスの銀行家の娘マリー・ボイヤー(ボワイエ)の娘として生まれる。
マリーはイギリスのウォンブウェル準男爵家の第3代準男爵ジョージ・ウォンブウェル卿の息子サー・フレデリック・チャールズ・ウォンブウェルの妻であったが、フレデリックの素行が悪かったことなどにより、夫婦関係は疎遠であり、マリー・ボイヤーはアルフレッド・ド・ロスチャイルドと親しくしていた為、アルミナの生物学的父親はアルフレッド・ド・ロスチャイルドであったと考えられる。（アルミナという名はアルフレッド・ド・ロスチャイルドのアルフレッドとマリーのスペイン系フランス人の母ミーナをあわせた名だと言われている。）

## 結婚と慈善活動家・看護師としての活動
アルミナは19歳で後に第5代カーナーヴォン伯爵として古代エジプトのファラオ・ツタンカーメンの王墓発掘の資金提供者として知られるようになるジョージ・ハーバートと結婚した。
また、第一次世界大戦中彼女は実父アルフレッドの資金でカーナーヴォン伯爵家の居城ハイクレアに病院を開き、負傷兵を看護した。また、夫の古代エジプトのファラオ・ツタンカーメンの王墓発掘の資金提供の際はアルフレッドからの財産を使った。

## アルバニア
1926年、彼女はアルバニアでの反マラリアミッションを組織し、医師、看護師、ドライバー、エンジニアを募集した。

## 夫の死後
離婚歴があり、元妻との間に金銭トラブルがあった退役軍人のイアン・オンスロー・デニストン大佐と再婚し、彼らの裁判に巻き込まれながらも、イギリス各地を転々としながら暮らした。夫の死後、彼女は自分の収入を無視した生活を送っていた為に借金問題に直面し、1951年に破産を宣言され、アルミナはサマセットコテージを売却し、ブリストルのテラスハウスに引っ越し、そこで家政婦のアン・リードベターと一緒に住み、アルミナは1969年5月8日、ブリストルのフレンチケイ病院で92歳で亡くなった。

## 家族
夫の第5代カーナヴォン伯爵ジョージ・ハーバートとのあいだにはふたりのこどもがいた。
- ヘンリー（英語版）（1898年11月7日〜1987年9月22日）第6代カーナーヴォン伯爵
- イブリン（英語版）（1901年8月15日– 1980年1月31日）

デニストン大佐とのあいだにはこどもはいなかった。